# Rafa de Miguel
Rafael de Miguel Lahuerta, que acostumbra a firmar como Rafa de Miguel, es un periodista español, corresponsal del diario El País en Londres.

## Biografía
Estudió Derecho, el máster en Periodismo impartido por el diario El País y otro máster, este en Derecho Internacional Público, en la universidad de la ciudad neerlandesa de La Haya. Su carrera profesional como periodista ha estado ligada desde sus inicios al Grupo Prisa. Comenzó en M80 Radio, luego siguió en televisión —Canal+, CNN+ y Cuatro— y volvió a la radio para fungir como subdirector de informativos de la Cadena SER. De ahí pasó a prensa, al diario El País, del que sería jefe de Nacional y, desde febrero de 2018, con Antonio Caño al frente del periódico, director adjunto. En julio de ese año, sin embargo, a raíz de la salida de Caño y la llegada de Soledad Gallego-Díaz a la dirección, fue destinado a Londres, desde donde ejerce de corresponsal.